# Wereldkampioenschappen badminton 2015/Mannen dubbelspel
De 22ste wereldkampioenschappen badminton werden in 2015 van 10 tot en met 16 augustus gehouden in de Indonesische hoofdstad Jakarta. Het toernooi in het mannen dubbelspel werd gewonnen door Mohammad Ahsan en Hendra Setiawan uit Indonesië.

## Plaatsingslijst
| Nr. | Speler                         | Prestatie    | Uitgeschakeld door             | Nr. | Speler                                   | Prestatie    | Uitgeschakeld door                        |
| --- | ------------------------------ | ------------ | ------------------------------ | --- | ---------------------------------------- | ------------ | ----------------------------------------- |
| 1.  | Lee Yong-dae Yoo Yeon-seong    | Halve finale | Mohammad Ahsan Hendra Setiawan | 9.  | Liu Xiaolong Qui Zihan                   | Finale       | Mohammad Ahsan Hendra Setiawan            |
| 2.  | Mathias Boe Carsten Mogensen   | Kwartfinale  | Liu Xiaolong Qui Zihan         | 10. | Mads Conrad-Petersen Mads Pieler-Kolding | Derde ronde  | Marcus Ellis Chris Langridge              |
| 3.  | Mohammad Ahsan Hendra Setiawan | Winnaar      | niet van toepassing            | 11. | Vladimir Ivanov Ivan Sozonov             | Tweede ronde | Wahyu Nayaka Arya Panikaryanira Ade Yusuf |
| 4.  | Chai Biao Hong Wei             | Tweede ronde | Takeshi Kamura Keigo Sonoda    | 12. | Kim Ki-jung Kim Sa-rang                  | Derde ronde  | Lee Yong-dae Yoo Yeon-seong               |
| 5.  | Fu Haifeng Zhang Nan           | Kwartfinale  | Lee Yong-dae Yoo Yeon-seong    | 13. | Angga Pratama Ricky Karanda Suwardi      | Kwartfinale  | Hiroyuki Endo Kenichi Hayakawa            |
| 6.  | Hiroyuki Endo Kenichi Hayakawa | Halve finale | Liu Xiaolong Qui Zihan         | 14. | Kenta Kazuno Kazushi Yamada              | Derde ronde  | Mohammad Ahsan Hendra Setiawan            |
| 7.  | Ko Sung-hyun Shin Baek-choel   | Tweede ronde | Goh V Shem Tan Wee Kiong       | 15. | Kim Astrup Anders Skaarup Rasmussen      | Derde ronde  | Fu Haifeng Zhang Nan                      |
| 8.  | Lee Sheng-mu Tsai Chia-hsin    | Tweede ronde | Marcus Ellis Chris Langridge   | 16. | Hirokatsu Hashimoto Noriyasu Hirata      | Derde ronde  | Mathias Boe Carsten Mogensen              |

## De wedstrijden

### Laatste 8
|  | Kwartfinale | Kwartfinale                         | Kwartfinale                    | Kwartfinale            | Kwartfinale |                                |                             | Halve finale                   | Halve finale | Halve finale | Halve finale | Halve finale |  |  | Finale | Finale                         | Finale | Finale | Finale |
|  |             |                                     |                                |                        |             |                                |                             |                                |              |              |              |              |  |  |        |                                |        |        |        |
|  | 1           | Lee Yong-dae Yoo Yeon-seong         | 21                             | 21                     |             |                                |                             |                                |              |              |              |              |  |  |        |                                |        |        |        |
|  | 5           | Fu Haifeng Zhang Nan                | 15                             | 18                     |             |                                |                             |                                |              |              |              |              |  |  |        |                                |        |        |        |
|  | 5           | Fu Haifeng Zhang Nan                | 15                             | 18                     |             | 1                              | Lee Yong-dae Yoo Yeon-seong | 17                             | 19           |              |              |              |  |  |        |                                |        |        |        |
|  |             |                                     |                                |                        |             | 1                              | Lee Yong-dae Yoo Yeon-seong | 17                             | 19           |              |              |              |  |  |        |                                |        |        |        |
|  |             | 3                                   | Mohammad Ahsan Hendra Setiawan | 21                     | 21          |                                |                             |                                |              |              |              |              |  |  |        |                                |        |        |        |
|  | 3           | 3                                   | Mohammad Ahsan Hendra Setiawan | 21                     | 21          | Mohammad Ahsan Hendra Setiawan | 21                          | 22                             |              |              |              |              |  |  |        |                                |        |        |        |
|  | 3           |                                     |                                |                        |             | Mohammad Ahsan Hendra Setiawan | 21                          | 22                             |              |              |              |              |  |  |        |                                |        |        |        |
|  |             | Marcus Ellis Chris Langridge        | 16                             | 20                     |             |                                |                             |                                |              |              |              |              |  |  |        |                                |        |        |        |
|  |             |                                     |                                |                        |             |                                |                             |                                |              |              |              |              |  |  | 3      | Mohammad Ahsan Hendra Setiawan | 21     | 21     |        |
|  |             |                                     | 9                              | Liu Xiaolong Qui Zihan | 17          | 14                             |                             |                                |              |              |              |              |  |  |        |                                |        |        |        |
|  | 6           | Hiroyuki Endo Kenichi Hayakawa      | 21                             | 14                     | 21          |                                |                             |                                |              |              |              |              |  |  |        |                                |        |        |        |
|  | 13          | Angga Pratama Ricky Karanda Suwardi | 17                             | 21                     | 18          |                                |                             |                                |              |              |              |              |  |  |        |                                |        |        |        |
|  | 13          | Angga Pratama Ricky Karanda Suwardi | 17                             | 21                     | 18          |                                | 6                           | Hiroyuki Endo Kenichi Hayakawa | 16           | 23           | 20           |              |  |  |        |                                |        |        |        |
|  |             |                                     |                                |                        |             |                                | 6                           | Hiroyuki Endo Kenichi Hayakawa | 16           | 23           | 20           |              |  |  |        |                                |        |        |        |
|  |             | 9                                   | Liu Xiaolong Qui Zihan         | 21                     | 21          | 22                             |                             |                                |              |              |              |              |  |  |        |                                |        |        |        |
|  | 9           | 9                                   | Liu Xiaolong Qui Zihan         | 21                     | 21          | 22                             | Liu Xiaolong Qui Zihan      | 21                             | '21          |              |              |              |  |  |        |                                |        |        |        |
|  | 9           |                                     |                                |                        |             |                                | Liu Xiaolong Qui Zihan      | 21                             | '21          |              |              |              |  |  |        |                                |        |        |        |
|  | 2           | Mathias Boe Carsten Mogensen        | 15                             | 19                     |             |                                |                             |                                |              |              |              |              |  |  |        |                                |        |        |        |

Mannen enkelspel · 
Vrouwen enkelspel · 
Mannen dubbelspel · 
Vrouwen dubbelspel · 
Gemengd dubbelspel